# フォーティチュード/極寒の殺人鬼
『フォーティチュード/極寒の殺人鬼』（FORTITUDE)は、サイモン・ドナルドが制作・脚本したイギリスのホラー・サイコスリラーテレビシリーズ。2013年に有料放送局のSky Atlanticが12話構成のシーズンを2015年1月29日に放送開始した。
このシリーズの舞台は、ノルウェーの架空の北極圏の集落フォーティテュードである。2015年4月9日、Sky Atlanticは10話構成のシーズン2の制作を再開し、2017年1月26日に初放送を開始した。最終シーズンとなるシーズン3は2018年12月6日に初放送され、12月27日に終了した。

## 概要
日本では、シーズン1が2021年11月08日にスターチャンネルで独占放送、スターチャンネルEX -DRAMA & CLASSICS-で全話一挙配信された。

## キャスト

### 主な出演者
| ダン・アンダーソン警察署長       | リチャード・ドーマー               | 土田大     | メイン | メイン | メイン |
| ヒルダー・オデガード行政長官     | ソフィー・グローベール             | 野沢由香里 | メイン | メイン | メイン |
| エレーナ・レデスマ               | ベロニカ・エチェギ                 | 行成とあ   | メイン | メイン |        |
| ユージン・モートン主任警部       | スタンリー・トゥッチ               | 志村知幸   | メイン |        |        |
| ヘンリー・タイソン               | マイケル・ガンボン                 | 秋元羊介   | メイン |        | ゲスト |
| イェーバトン・ナタリー           | シエンナ・ギロリー                 | 斉藤梨絵   | メイン | メイン | メイン |
| ヴィンセント・ラトリー           | ルーク・トレッダウェイ             | 清水優譲   | メイン | メイン | メイン |
| フランク・サッター               | ニコラス・ピノック                 | 前田一世   | メイン |        |        |
| ジュリア・"ジュールス"・サッター | ジェシカ・レイン                   | 熊谷海麗   | メイン |        |        |
| チャーリー・ストッダート教授     | クリストファー・エクルストン       | 水内清光   | メイン |        |        |
| エリック・オデガード巡査部長     | ビョルン・フリヌール・ハラルドソン | 橋本信明   | メイン | メイン | メイン |
| イングリッド・ウィトリー         | ミア・ジェクセン                   | 米本早希   | メイン | メイン | メイン |
| ペトラ・ベルゲン                 | アレクサンドラ・モーエン           | 岡純子     | メイン | メイン | メイン |
| ロニー・モーガン                 | ジョニー・ハリス                   | 中島智彦   | メイン |        |        |
| キャリー・モーガン               | エリザベス・ドーマー・フィリップス | 田中有紀   | メイン |        |        |
| マーガレット・アレルダイス       | フィービー・ニコルズ               | 桜岡あつこ | メイン |        |        |
| マイケル・レノックス             | デニス・クエイド                   | 原康義     |        | メイン | メイン |
| フレヤ・レノックス               | ミシェル・フェアリー               | 日野由利加 |        | メイン |        |
| エーリング・モンク               | ケン・ストット                     | 辻親八     |        | メイン |        |
| サリンダ・カトリ医師             | パーミンダー・ナーグラ             | 山口協佳   |        | メイン | ゲスト |
| エルサ・シェントル               | アリエット・オパイム               | 宮島依里   |        |        | メイン |

#### 日本語版その他出演
- シーズン1：渡辺ゆかり、関口雄吾、俊藤光利、中村綾、菊池通武、羽鳥佑、広瀬彩、及川いぞう
- シーズン2︰見上裕昭、豊田茂、山本満太、大須賀隼人、荘司勝也、鈴木咲

#### 日本語版スタッフ
翻訳：光瀬憲子、演出：小山悟、録音・ 調整：山本和利、制作：東北新社

## エピソード
| シーズン | シーズン | 話数 | 話数 | 放送期間      | 放送期間       |
| シーズン | シーズン | 話数 | 話数 | 初回放送      | 最終回放送     |
| -------- | -------- | ---- | ---- | ------------- | -------------- |
|          | 1        | 12   | 12   | 2015年1月29日 | 2015年4月9日   |
|          | 2        | 10   | 10   | 2017年1月26日 | 2017年3月30日  |
|          | 3        | 4    | 4    | 2018年12月6日 | 2018年12月27日 |